# 大灣 (密歇根州)
大灣（英語：Big Bay）是位於美國密歇根州馬凱特縣鮑威爾鎮區的一個普查規定居民點。

## 人口
根據2020年美國人口普查的數據，大灣的面積為15.67平方千米，當中陸地面積為10.09平方千米，而水域面積為5.58平方千米。當地共有人口257人，而人口密度為每平方千米16.4人。